# Erich Ebermayer
Erich Ebermayer (Bamberga, 14 settembre 1900 – Terracina, 22 settembre 1970) è stato uno scrittore, sceneggiatore e avvocato tedesco.

## Biografia
Diversamente da altri autori che con l'ascesa al potere di Adolf Hitler fuggirono dalla Germania come Thomas Mann, Ebermayer restò in patria e si allineò al nuovo regime. Scrisse le sceneggiature di Madame Bovary (1937), Wir machen Musik (1942) e Canaris (1954). Fu autore di varie biografie come quelle su Oscar Wilde (1951) e Gerhart Hauptmann (1962). Collaborò anche al libro su Magda Goebbels, moglie di Joseph Goebbels, intitolato Magda Goebbels, Gefährtin des Teufels.
Dopo la seconda guerra mondiale fu l'avvocato difensore di Winifred Wagner, nuora di Cosima e Richard Wagner, e dell'attrice Emmy Göring, moglie di Hermann Göring. Nel 1966 pubblicò le sue memorie raccolte in Denn heute gehört uns Deutschland und morgen die ganze Welt. Nel 2005 uscì postuma l'opera Eh' ich's vergesse, un resoconto sulle sue opportunità e condizioni lavorative durante il Terzo Reich.